# Paracelsus-Bad (métro de Berlin)
Paracelsus-Bad est une station du métro de Berlin à Berlin-Reinickendorf, desservie par la ligne U8. Elle est située sous la Lindauer Allee. Au nord-ouest de la station au coin de la Lindauer Allee et de la Roedernallee se trouve la piscine municipale Paracelsus-Bad nommée en l'honneur du médecin suisse Paracelse.

## Histoire
Comme les stations Residenzstraße et Franz-Neumann-Platz (Am Schäfersee), Paracelsus-Bad a été inaugurée le 27 avril 1987. L'architecture a été conçue par Rainer G. Rümmler. Les couleurs dominantes sont le noir, le blanc et le jaune. Conformément à son nom, la station a pour thème les thermes romains. Le style des lampions faits de stalactites de carrés superposés rappellent l'art déco.

## Service des voyageurs

### Intermodalité
Il existe de nombreuses correspondances possibles avec les lignes d'autobus. La gare de S-Bahn Alt-Reinickendorf est à 200 mètres au nord sur la rue parallèle Alt-Reinickendorf.